# Alternaria solani
Alternaria solani es un hongo fitopatógeno perteneciente a la familia Pleosporaceae. Ocasiona una enfermedad en los cultivos de patata conocida como tizón temprano que se caracteriza por afectar al follaje y estar difundida en zonas húmedas y de altas temperaturas.

## Tizón temprano de la patata
El tizón temprano de la patata (o mancha de Alternaria) está ampliamente difundido por el mundo entero y es una de las más importantes enfermedades foliares de la patata
en áreas con condiciones climáticas favorables.

### Síntomas
En las hojas y, en menor grado, en los tallos se forman manchas
necróticas, marcadas internamente por series de anillos concéntricos. Las lesiones
en las hojas rara vez son circulares porque son restringidas por las nervaduras
principales. Usualmente aparecen alrededor de la floración y van aumentando en
número a medida que van madurando las plantas. Las lesiones se forman primero
en las hojas inferiores. Pueden coalescer y causar un amarillamiento generalizado,
caída de hojas o muerte precoz. La pudrición en el tubérculo es oscura, seca y
coriácea.
Las variedades susceptibles, usualmente de maduración precoz, pueden
presentar una severa defoliación. Las variedades de maduración tardía pueden
mostrarse resistentes. Las plantas sometidas a estréses que aceleran la
maduración-medio ambiente adverso, clima cálido y húmedo, otras enfermedades
o deficiencia nutricional se vuelven más susceptibles y mueren prematuramente.

## Desarrollo
El ataque se inicia desde las hojas inferiores y si coexisten altas temperaturas y humedad, se afectan las hojas superiores.

## Propagación
Se disemina por el viento y sobrevive en restos de cultivos enfermos y en otras solanáceas huéspedes.

## Control
Procurar brindar condiciones adecuadas para un crecimiento vigoroso durante toda la temporada, especialmente en la irrigación y la fertilización en los lados. La aspersión del follaje con fungicidas orgánicos reduce la diseminación del tizón temprano. La resistencia se encuentra entre las variedades de maduración tardía. Son también importantes mediadas de control la rotación de cultivos, el uso de semilla desinfectada y sana y las aplicaciones de productos fungicidas en forma preventiva cuando existen las condiciones ambientales favorables.